# Geert Seelig
Geert Friedrich Heinrich Wilhelm Seelig (* 6. Februar 1864 in Kiel; † 1. Dezember 1934 in Hamburg), genannt Geert Seelig, war ein deutscher Jurist und Autor. Er war ein Biograf von Klaus Groth.

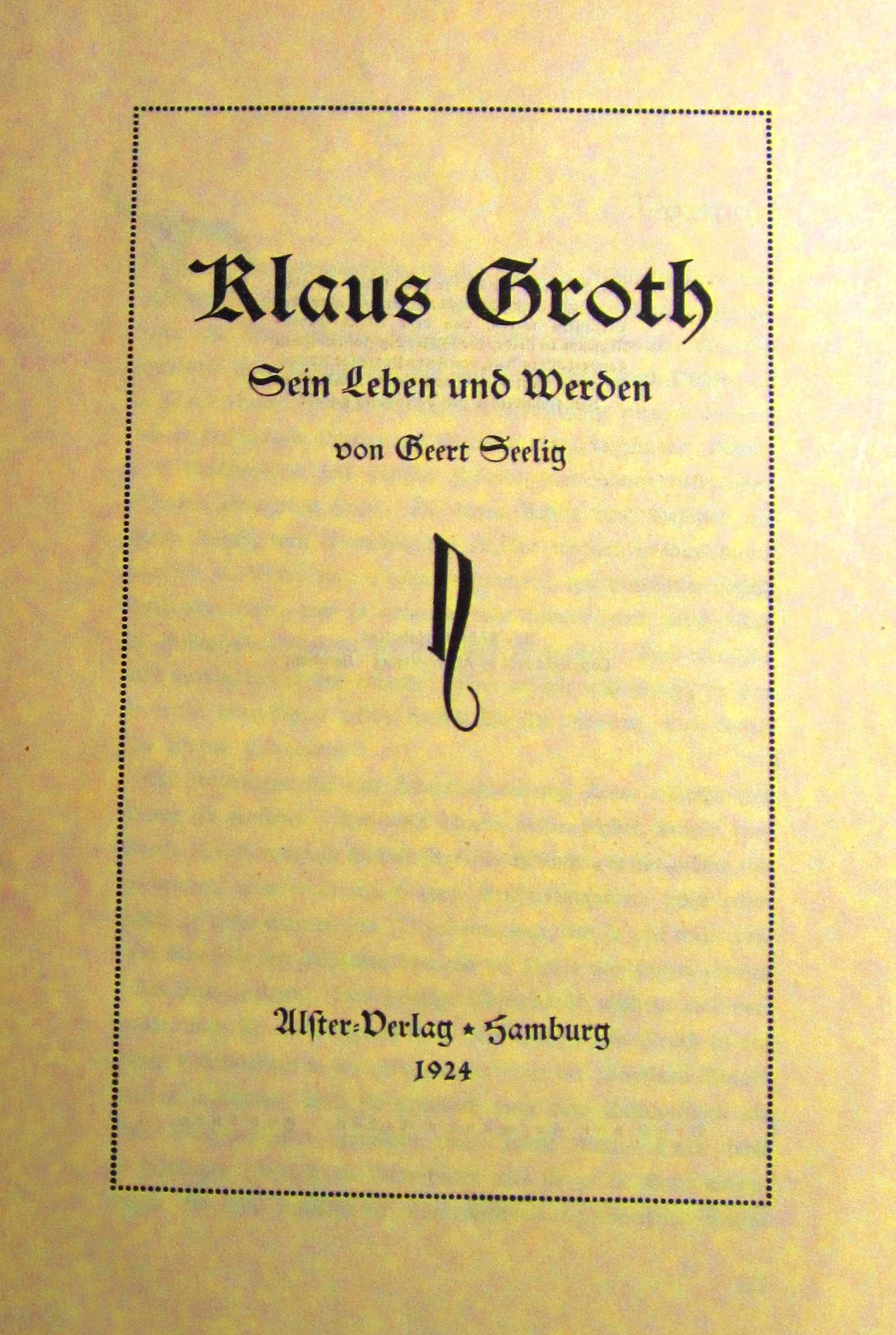
Titelblatt der Biografie Klaus Groths

## Familie
Geert Seelig war ein Sohn des Kieler Staatswissenschaftlers Wilhelm Seelig (1821–1906) und dessen Ehefrau Henriette von Jeß (1832–1918).  Die Familie wohnte im Kieler Schwanenweg neben dem Wohnhaus von Klaus und Doris Groth.
Geert Seelig heiratete 1895 die aus einer Kaufmannsfamilie stammende Hamburgerin Olga Elisabeth, geb. Cramer (1876–1971) und hatte drei Kinder, Margaretha (1896–1966), Hildegard (1897–1995) und Geert Wilhelm Edmund Seelig (1900–1995). Die Historikerin Hildegard von Marchtaler war seine Tochter.

## Leben
Seelig studierte Rechtswissenschaften an der Universität Heidelberg und wurde dort 1883 Mitglied des Corps Vandalia Heidelberg. Er wurde 1890 in Kiel zum Dr. beider Rechte promoviert.
Nach der Referendarzeit in Kiel und einem Einsatz als Einjährig-Freiwilliger im Kaiser-Franz-Garde-Grenadier-Regiment in Berlin kam er nach Hamburg. Hier war er zunächst als Staatsanwalt und Amtsrichter tätig, bevor er 1902 aus dem Staatsdienst ausschied und als Rechtsanwalt Associé in der Sozietät Dres. Antoine-Feill wurde. Seelig veröffentlichte juristische, historische und biografische Arbeiten.
Geert Seelig verstarb 70-jährig in Hamburg und wurde auf dem dortigen Friedhof Ohlsdorf beigesetzt. Die Grabstätte liegt oberhalb der Cordesallee im Planquadrat O 12.

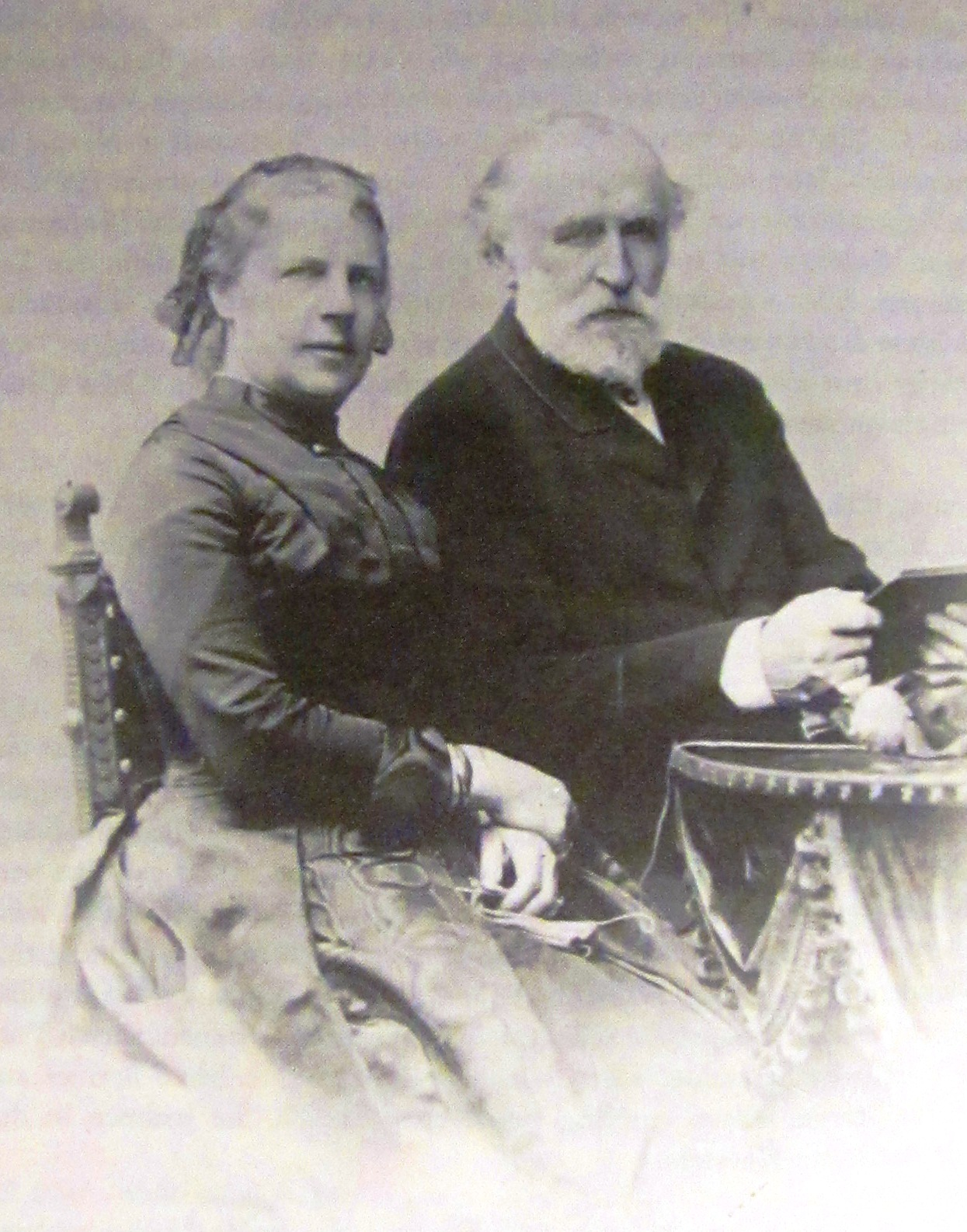
Die Eltern Wilhelm und Henriette Seelig
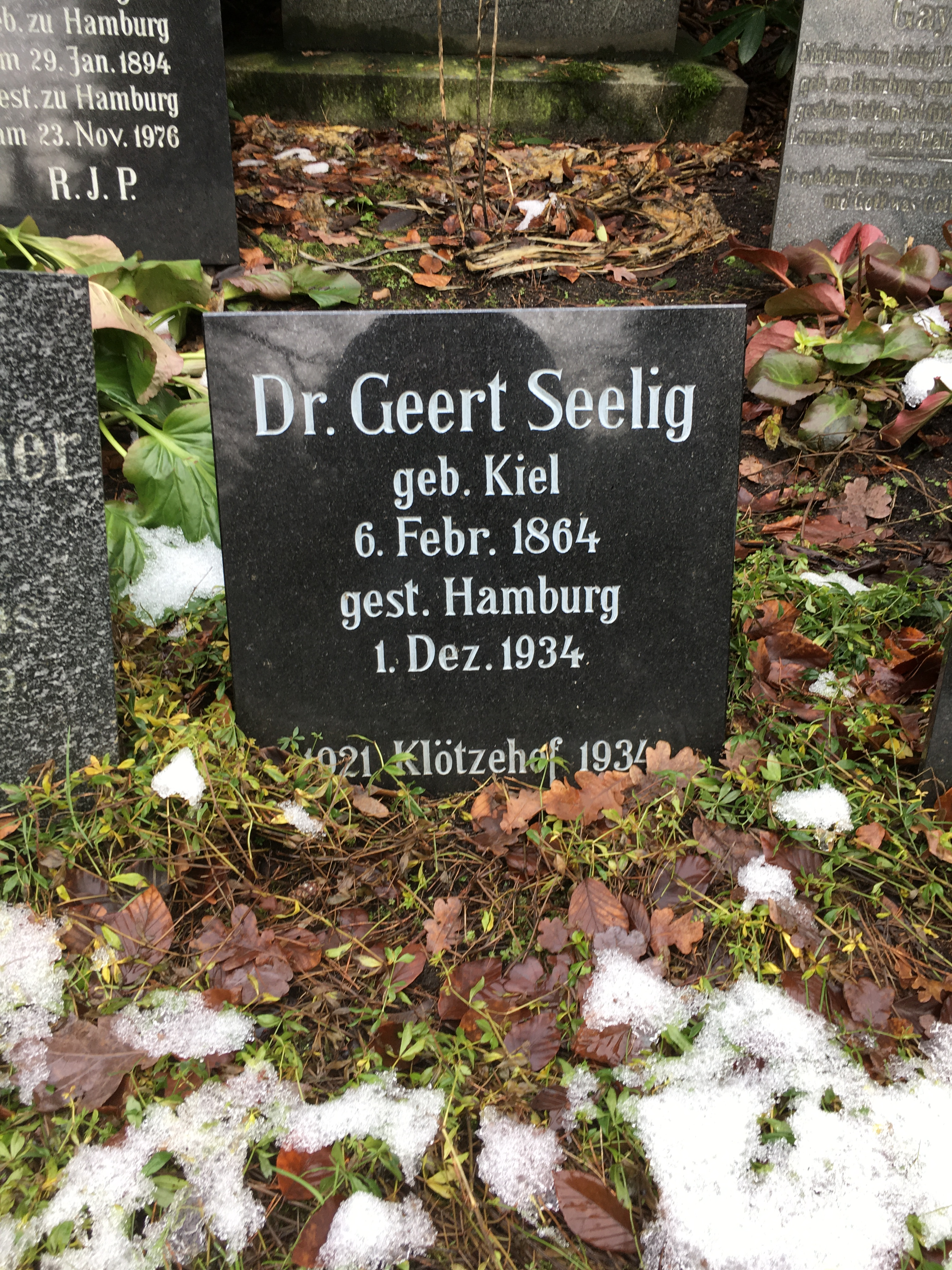
Grabstein in der Familiengrabstätte Cramer

## Werke
- Die Erbfolgeordnung des Schwabenspiegels. Schmidt und Klaunig, Kiel 1890 (Diss.)
- Die geschichtliche Entwicklung der Hamburgischen Bürgerschaft und die hamburgischen Notabeln. Gräfe und Sillem, Hamburg 1900
- Hamburgisches Staatsrecht auf geschichtlicher Grundlage. Gräfe und Sillem, Hamburg 1902
- Eine deutsche Jugend. Erinnerungen an Kiel u. d. Schwanenweg. Alster, Hamburg 1920, a. Aufl. 1922
- Klaus Groth. Sein Leben und Werden. Alster, Hamburg 1924
- Klaus Groth. Eine Auswahl seiner Dichtungen. Alster, Hamburg 1930
- Ein Heidelberger Bursch vor fünfzig Jahren. Hörning, Heidelberg 1933. Digitalisat